# Plinthograptis clyster
Plinthograptis clyster is een vlinder uit de familie bladrollers (Tortricidae). De wetenschappelijke naam voor deze soort is voor het eerst geldig gepubliceerd in 1990 door Razowski.
De soort komt voor in tropisch Afrika.